# Ivan Brez dežele
Ivan Brez dežele (tudi Janez Brez dežele; angleško John Lackland, francosko Jean Sans Terre), angleški kralj, * 24. december 1167, † 18/19. oktober 1216.
Rodil se je v Oxfordu, bil je peti sin in zadnji od osmih otrok Henrika II. in Eleonore Akvitanske. Na prestolu je nasledil svojega starejšega brata Riharda Levjesrčnega . Vladal je od 6. aprila 1199 do 1216. V angleško-francoski vojni (1180-1223) je izgubil svojo celotno francosko posest, zato je dobil vzdevek Brez dežele. Ko si je hotel podrediti cerkev, se je sprl z papežem Inocencem III. in izgubil. Priznati se je moral kot papeški vazal in mu letno plačevati 1000 funtšterlingov. Zaradi pritiska plemstva in meščanstva je moral 1215 izdati veliko listino svoboščin (Magna charta libertatum), dokument, ki omejuje njegovo oblast in naj bi bil prvi korak proti demokraciji.